# Преследование евреев в Африке в период Холокоста
Преследование евреев в Африке в период Холокоста — дискриминация, преследования, погромы и убийства евреев, совершённые немецкими нацистами, их союзниками и коллаборационистами в Африке в период с 1938 года и до окончания Второй мировой войны.
В период Холокоста в Европе африканский континент стал ареной военных действий между странами Оси и союзниками. Часть территорий северной и восточной Африки была оккупирована немецкими войсками, часть фашистской Италией, часть находилась под контролем французского коллаборационистского правительства Виши. Преследования коснулись также евреев на этих территориях, хотя прямого и массового геноцида, как в Европе, здесь не происходило.
Согласно переписи 1936 года в Марокко проживала 161 тысяча местных евреев и 12 тысяч евреев с французским гражданством, по оценкам, к 1939 году с учётом беженцев в стране жило около 200—225 тысяч евреев. В Тунисе — около 60 тысяч, а к 1940 году вместе с итальянскими гражданами — около 90 тысяч. В Алжире, по переписи 1941 года — 117 646 евреев.
Антисемитская агитация в странах Магриба началась уже после 1936 года. Нацисты распространяли погромные листовки и вели радиопропаганду из Берлина на арабском и берберских языках.
Ситуация в североафриканских еврейских общинах была намного лучше, чем у европейских евреев. Тем не менее, многие были заключены в трудовые лагеря или интернированы, некоторые депортированы в концентрационные лагеря в Европе, дети подвергались эксплуатации в виде принудительного труда, у евреев отнимали имущество, их дома разрушались в результате воздушных бомбардировок, они терпели унижения, их заставляли носить жёлтую звезду, а их жизнь проходила в постоянной тревоге в связи с неопределённостью будущего.

## Магриб

### Алжир

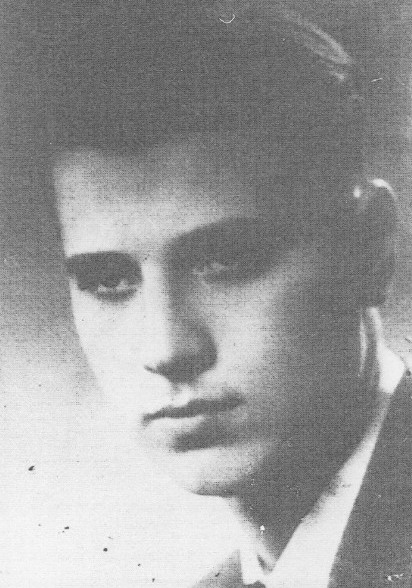
Жозе Абулкер

Все евреи Алжира имели французское гражданство согласно декрету Кремьё от 1870 года. Вишистское правительство отменило декрет Кремьё 7 октября 1940 года, а 8 октября на французские колонии был распространён Статут о евреях. Таким образом евреи были лишены гражданства, а затем и гражданских прав. Были созданы юденраты и организованы принудительные работы. Евреев также заставили носить жёлтые метки на одежде и наложили крупные денежные контрибуции.
Высадка в Алжире американского десанта 8 ноября 1942 года была поддержана восстанием местных сил Сопротивления, которое возглавлял еврей Жозе Абулкер, вся семья которого, включая его отца — профессора медицины и президента сионистской федерации Алжира Анри Абулкера, принимала участие в подпольной деятельности. В восстании в Алжире под руководством Абулкера приняли участие около 400 евреев. Восставшие захватили ключевые объекты в городе и арестовали военное руководство — адмирала Дарлана и генерала Жюэна. Однако союзники заключили с вишистами соглашение о нейтралитете и власть в Алжире осталась в руках последних. При этом положение евреев практически не улучшилось.
Осенью 1943 года власть в Алжире была передана голлистам из Французского комитета национального освобождения. В октябре 1943 года, в результате личного вмешательства президента США Франклина Рузвельта, декрет Кремье был восстановлен и евреи Алжира вернули права гражданства.

### Ливия
В Ливии издавна существовала крупная еврейская община. Существовали ивритоязычные школы и даже издавались газеты. Итальянские власти стали вводить антиеврейские меры с 1937 года — параллельно с преследованием в самой Италии. 3 апреля 1941 года мусульманское население устроило в Бенгази еврейский погром. В 1941 году в Ливию вошли войска союзников, но итало-немецкие войска вернулись в феврале 1942 года. После этого еврейская собственность была разграблена, а 2600 евреев высланы на каторжные работы в пустыню. Затем к ним добавились все евреи Триполи от 18 до 45 лет. От истощения и тифа умерли 562 человека. Преподаватель истории Холокоста сотрудник Яд ва-Шем Ирит Абрамски утверждает, что в Ливии погибло более 700 евреев.

### Марокко
В ходе войны Марокко оказалось под управлением режима Виши, в результате чего еврейское население подвергалось преследованиям. После отмены декрета Кремьё евреи, как и в Алжире, были изгнаны с работы — любой, вплоть до кассиров кинотеатров. В декабре 1941 года был принят указ визиря, запрещающий евреям селиться в мусульманских кварталах, и указ, разрешающий промышленно-торговым ассоциациям исключать евреев из своих рядов. Были созданы лагеря для беженцев, интернированных и арестованных, крупнейшими из которых были Ин-Фут и Сиди аль-Аяши.
Сразу после высадки союзных войск в ноябре 1942 года по стране прошли еврейские погромы, инспирированные вишистами и мусульманскими фанатиками. С июня 1943 года, после того как к власти в Марокко пришли сторонники Де Голля, положение евреев нормализовалось, был восстановлен их экономический, юридический и общественный статус.
В 2018 году в Марокко началось строительство крупнейшего в мире мемориала жертвам Холокоста, но по требованию марокканских властей мемориал был снесён.

### Тунис

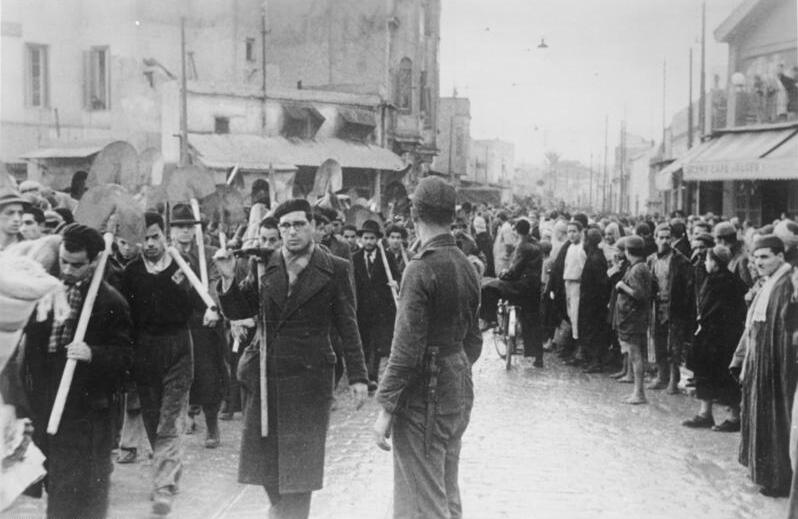
Евреи Туниса на принудительных работах, 1942

В Тунисе под французским протекторатом проживало 95 тысяч итальянских граждан, из них от 5 до 6 тысяч были евреями. Во время войны итальянская армия защищала от немцев и режима Виши не только итальянских, но и всех остальных евреев, которых в Тунисе в 1940 году насчитывалось около 90 тысяч.
После высадки англо-американских войск в Марокко и Алжире немецкие войска оккупировали Тунис. Зондеркоманда «Египет» во главе с Вальтером Рауффом (она была создана в июле 1942 года и ей предстояло, следуя за войсками Эрвина Роммеля, вступить в Египет, а затем в Палестину и приступить там к «решению еврейского вопроса») приступила к преследованию евреев. Через концентрационные лагеря с 14-часовым рабочим днём прошло около 5000 евреев столицы и несколько сотен из других мест. Итальянская охрана лагерей относилась к евреям лучше, чем немецкая, которая избивала и убивала узников. За время итало-немецкой оккупации в Тунисе погибло около 100 евреев.

## Итальянская Восточная Африка
Итальянское вторжение в Эфиопию и образование Итальянской Восточной Африки вначале не создали проблем общине эфиопских евреев. Однако с 1938 года на территории колонии были введены расовые законы, и началась политика активной дискриминации евреев. В 1941 году британские войска выбили итальянскую армию с этой территории.

## После войны
Исследование темы «Евреи Северной Африки во время Второй мировой войны» в течение нескольких лет проводил «Махон Бен-Цви» — Институт исследования еврейских общин Востока в Иерусалиме. В этом институте создан Центр еврейской документации Северной Африки во Второй мировой войне
Вопрос о выплатах компенсаций евреям, пережившим нацистские преследования в Северной Африке, впервые был решён в июне 2006 года и сводился к ежемесячным социальным выплатам евреям из Ливии и Туниса. В 2008 году израильский суд постановил, что выходцы из Туниса, пережившие Вторую мировую войну, должны считаться лицами, пережившими Холокост, и получать такую же компенсацию как и европейские евреи. К 2012 году решён вопрос о выплатах алжирским и марокканским евреям. Однако те, кто прибыл в Израиль после 1953 года, компенсации не получают, за исключением тех, кто находился в концентрационных лагерях.